# Radio Caput
Radio Caput es una emisora en línea de Argentina que transmite desde el 20 de abril de 2016. Los contenidos periodísticos de la radio hacen hincapié en temas políticos, sociales y de derechos humanos. Caput, además, forma parte del colectivo Voces Libres del Pueblo, junto con diversos medios populares de todo el país.

## Historia
La radio nació a mediados de 2016 con una clara posición ideológica contraria al gobierno de Mauricio Macri. “Renunciamos por completo a esa apariencia de objetividad que simulan los medios hegemónicos. No tenemos ningún problema en decir lo que pensamos”, señaló su exdirector Juan Martín Ramos Padilla.
La mirada federal de la radio se expresa en programas como Siberia 24, un resumen de noticias semanal realizado por más de medio centenar de periodistas de todo el país, distribuidos en las todas las provincias argentinas. También existe la versión continental de este noticiero, llamada Siberia en América, que integra a corresponsales de más de diez países de Latinoamérica.
El viernes 21 de junio de 2019 la emisora fue distinguida con el reconocimiento "Periodismo y comunicación popular en resistencia", otorgado por la Junta Interna de ATE Legislatura en el marco de la celebración del Día del Periodista.

## Programación
Hicieron programas en la radio Norberto Galasso, Cynthia Ottaviano, Leonardo Greco, Marcela Carlomagno, Hernán Brienza, Cristina Caamaño Jorge Elbaum, Roberto Caballero, Cynthia García, Edgardo Mocca, Claudio Cholakian, Ana María Careaga, Lucía García Itzigsohn, Carolina Balderrama, Fernando Alonso, Guillermo Moreno, Horacio Pietragalla, Lía Méndez, Moira Millán, Martín García, Horacio Del Prado, Carlos Malbrán, Pedro Patzer, Laura D'Onofrio y Daniel Devita, entre otros. También ha participado de la emisora Hebe de Bonafini
El programa conducido por Hebe de Bonafini, llamado “Hebe en Caput”, emitió entre 2018 y 2022 y tuvo renombrados invitados cada semana. Han dialogado con ella  Alberto Fernández, Rafael Correa, Eugenio Zaffaroni, Facundo Jones Huala, Roberto Baradel, Horacio Fontova, Daniel Catalano y Walter Piancioli, entre otros.
Algunas de las personalidades más destacadas que salieron al aire en Caput son el Papa Francisco, Alberto Fernández, Rafael Correa, Amado Boudou, Milagro Sala, Eugenio Zaffaroni y Florencia Kirchner, personas asociadas al socialismo del Siglo 21.

## Ingreso de la policía a la radio
En 14 de febrero de 2018, la Policía Federal ingresó de manera violenta a la radio para exigir el audio grabado de una entrevista realizada a Eugenio Raúl Zaffaroni, en la que había expresado su deseo personal de que Mauricio Macri se vaya "lo antes posible". Esa mañana, tres policías de civil amenazaron con llevarse detenido al operador técnico.
“Llama mucho la atención que esto ocurra justo el día en que estaba invitado el ex vicepresidente Amado Boudou. No puedo dejar de pensar que es un apriete”, dijo Ramos Padilla en ese entonces, respecto de la decisión del juez Ariel Lijo de enviar a la Policía a la radio, en el marco de la causa en la que Zaffaroni era acusado de “apología al crimen”.

## Estudio Chicha Mariani
A partir del 3 de octubre de 2018, el estudio principal de la radio pasó a llamarse “Estudio Chicha Mariani”, en homenaje a quien fue fundadora y presidenta de Abuelas de Plaza de Mayo. Ese día se realizó un sentido acto en el que participaron Hebe de Bonafini, Elsa Pavón, Rosa de Camarotti, Ana María Careaga y Victoria Moyano. “Nuestro compromiso, desde este día, debe ser nombrar a Chicha en cada acción y en cada acto para que los jóvenes sepan quién fue”, dijo Bonafini.